# Língua polissintética
As línguas polissintéticas, também conhecidas como língua incorporante são línguas cujas palavras contêm um alto número de morfemas em seu léxico. Uma língua sintética possui mais de um morfema por palavra, o que ocorre na maioria das línguas, mas uma língua polissintética possui tal grau de ligação morfológica que normalmente é usada para expressar que ocorre, de certa forma, a incorporação, como a união de verbos e substantivos na mesma palavra. Pelo menos, o número, a pessoa e o tipo de substantivo tanto do sujeito como do complemento directo são de alguma forma marcados no verbo, o que permite que a ordem das palavras seja muito livre. Alguns exemplos de línguas polissintéticas são o groenlandês, algumas línguas da família tupi-guarani e diversas línguas do Cáucaso.

## Classificação
A classificação de línguas quanto a fatores morfológicos vem sendo utilizada há anos na linguística. Dentre as possibilidades morfológicas das línguas sintéticas, os idiomas polissintéticos apresentam o maior número de morfemas por palavra dentro de um contínuo. No outro extremo estão as línguas isolantes.
Tome-se o exemplo da seguinte palavra em groenlandês:
Aliikusersuillammassuaanerartassagaluarpaalli.
(trad. "Entretanto, eles dirão que ele é um ótimo comediante/ator, mas…")
Aquilo que no português seria expresso numa frase, é dito nesse idioma polissintético pela combinação de diversos morfemas que se juntam à palavra-base, no caso aliiku-, que significa "entretenimento".
aliiku-sersu-i-llammas-sua-a-nerar-ta-ssa-galuar-paal-li
entretenimento-prover-Verbo transitivo-um-bom-em-COP-dizer.que-REP-FUT-certamente-mas-3.PL.SUBJ/3SG.OBJ-mas
Os diferentes morfemas se unem geralmente à raiz do substantivo ou verbo e contêm significados que seriam expressos por meio de diferentes palavras numa Língua flexiva, como é o caso do português.